# Rodolfo Ferrari (director de orquesta)
Rodolfo Ferrari (Staggia, cerca de San Prospero, Modena, 1864 – Roma, 10 de enero de 1919) fue un director de orquesta italiano.
Ferrari estudió música inicialmente con su padre, un músico amateur, continuando su formación con Alessandro Busi en el Liceo Musicale de Bolonia, donde se graduó en composición en 1882.
Ferrari apareció en los teatros más importantes de Italia y el extranjero, dirigiendo tanto óperas como música sinfónica, y se sintió particularmente atraído por las óperas de Richard Wagner.
Entre los estrenos mundiales dirigidos por Ferrari, destacan los de L'amico Fritz (Roma, 1891) y Silvano (Milán, 1895), de Pietro Mascagni, Andrea Chénier (Milán, 1896) y Regina Diaz (Nápoles, 1894) de Umberto Giordano, La Tilda de Francesco Cilea (Florencia, 1892), I Medici de Ruggero Leoncavallo (Milán, 1893), La colonia libera de Pietro Floridia (Roma, 1899), Ondina de Giovanni Bucceri (Nápoles, 1917) y Villa Clermont de Daniele Napoletano (Nápoles, 1918).
Ferrari fue el director de las primeras representaciones en Italia de Manon de Jules Massenet (Milán, 1894) y Parsifal (Bologna, 1914). En la temporada 1903-1904 fue contratado por el Teatro Real de Madrid para dirigir la mayor parte de las óperas de la temporada. Durante la temporada 1917-1918 dirigió varias óperas italianas en la Ópera Metropolitana en Nueva York.
Ferrari se casó con la arpista Cleopatra Serato. Está enterrado en el cementerio de la Cartuja de Bolonia.